# 丹羽春喜
丹羽 春喜（にわ はるき、1930年3月28日 - 2016年12月24日）は、日本の経済学者。大阪学院大学経済学部名誉教授。専門は比較経済体制論と経済政策論。

## 人物[3]
兵庫県芦屋市出身。1953年関西学院大学経済学部を卒業。1958年、同大学院経済学研究科博士課程満期退学。1960年関西学院大学社会学部専任講師に就く。1964年同社会学部助教授。1965年「ソ連計画経済の能率」で関西学院大経済学博士。1971年関西学院大学社会学部教授。1975年筑波大学大学院地域研究科教授。1977年京都産業大学経済学部教授。1994年大阪学院大学経済学部教授。1997年同大学院経済研究科長。2005年大阪学院大学退職、名誉教授。
日本経済再生政策提言フォーラム会長・事務局長、日本学術会議第会員、日本会議大阪議長を務めた。
著書『ソ連軍事支出の推計』で1990年に防衛図書出版奨励賞を受賞している。
政党としては維新政党・新風の講師団に入っている。2012年9月に行われた自由民主党総裁選挙の際は、「安倍晋三総理大臣を求める民間人有志の会」発起人に名を連ねた。

## 著書
- 『ソ連計画経済の研究』東洋経済新報社 1966 関西学院大学研究叢書
- 『共産圏の貿易構造 貿易マトリックスによる分析と予測』アジア経済研究所 1968
- 『社会主義のジレンマ 行きづまる計画経済』（日本経済新聞社・日経新書、1970年）
- 『1956年中国産業連関表推計の概要』（アジア経済研究所、1970年）
- 『共産圏経済の計量的分析』（アジア経済研究所、1972年）
- 『ソ連経済成長の計量モデル』（アジア経済研究所、1973年）
- 『新冷戦時代』（政策研究フォーラム、1978年）
- 『ソ連軍拡経済の研究 国防の政治経済学』（産業能率大学出版部、1982年）
- 『ソ連・東欧の統計体系とその特異性 (増補改訂版)』（世界秩序研究会、1979年）
- 『不況克服のための新経済学 ケインズ主義の復権』（日刊工業新聞社、1983年）
- 『ケインズ主義の復権―レーガノミックスの崩壊と日本経済』（ビジネス社、1987年）
- 『ソ連軍事支出の推計』（原書房、1989年）
- 『ケインズは生きている―「長期不況」脱出への活路』（ビジネス社、1993年）
- 『経済体制と経済政策』（税務経理協会、1994年）
- 『日本経済再興の経済学―新正統派ケインズ主義宣言』（原書房、1999年）
- 『日本経済再興の王道』（国民会館、1999年）
- 『日本経済繁栄の法則』（春秋社、1999年）
- 『謀略の思想「反ケインズ」主義―誰が日本経済をダメにしたのか』（展転社、2003年）
- 『不況克服の経済学―「新正統派ケインズ主義」宣言』（同文舘出版、2003年）
- 『新正統派ケインズ政策論の基礎 真理を簡明な論理と実証で』（日本図書センター、2006年）

### 共著
- 『新冷戦時代』漆山成美共著 民主社会主義研究会議 1978
- 『現代ソ連経済の構造 計画経済の限界と世界戦略』加藤寛共著（日本経済新聞社、1983年）

### 翻訳
- A.バーグソン『ソヴィエトの国民所得 1928-55-米ソの経済成長予測』安平哲二,加藤寛共訳 慶応通信 1965